# Jennet Saryýewa
Jennet Saryyeva (ur. 30 marca 1994) – turkmeńska pływaczka, uczestniczka Letnich Igrzyskach Olimpijskich 2012. Startowała w wyścigu na 400 metrów stylem dowolnym kobiet, zajmując w eliminacjach 35. (ostatnie) miejsce. Jej czas 5:40,29 był prawie o minutę gorszy od kolejnej najwolniejszej zawodniczki, lecz ustanowiła z tym czasem nowy rekord Turkmenistanu na tym dystansie.